# Eudora
Eudora är ett e-postprogram för Microsoft Windows och Macintosh.

## Historia[1]
Utvecklingen började som ett enskilt initiativ av Steve Dorner 1988 under arbetsnamnet UIUCMail. Namnet ändrades sedermera till Eudora som en hyllning till författarinnan Eudora Welty (1909--2001) med hennes godkännande.
Företaget Qualcomm köpte rättigheterna till programmet 1991 och utvecklade det vidare. Steve Dorner följde själv med till Qualcomm.
Antalet användare 2008 uppskattas till över 20 miljoner.
Grundversioner kan hämtas gratis på Internet. Ytterligare funktioner finns att tillgå.

## Tekniskt
Eudora har stöd för protokollen POP3, IMAP och SMTP.
2009 föreligger versionerna 7.1 för Windows XP/2000 (16,5 MByte) och 6.2.4 för Mac OS X (12,3 Mbyte).